# Beautiful Nightmare
Beautiful Nightmare è un singolo del rapper statunitense Lil Tracy, pubblicato il 18 settembre 2019

## Tracce
1. Beautiful Nightmate – 3:08